# Fontes Pereira de Melo
António Maria de Fontes Pereira de Melo (ur. 8 września 1819 w Lizbonie, zm. 22 stycznia 1887 tamże) – portugalski polityk.
Minister finansów w latach 1851–1852, minister robót publicznych 1852–1856, premier 1871–1877, 1878–1879 i 1881–1886. Inicjator szeroko zakrojonego programu robót publicznych zwanego polityką fontyzmu.